# Maya Mansouri
Pour les articles homonymes, voir Mansouri.
Maya Mansouri, née le 11 septembre 1990, est une escrimeuse tunisienne pratiquant l'épée et le fleuret.

## Carrière
Elle remporte l'or en épée par équipes aux championnats d'Afrique 2010 à Tunis. Aux championnats d'Afrique 2011 au Caire, elle est médaillée d'or en épée par équipes et médaillée de bronze en épée individuelle. Elle obtient la médaille d'or en épée par équipes et la médaille de bronze en épée individuelle aux championnats d'Afrique 2012 à Casablanca et aux Jeux méditerranéens de 2013 en Turquie. Elle est médaillée d'or en épée par équipes aux championnats d'Afrique 2013 au Cap et à ceux de 2014 au Caire. Aux championnats d'Afrique 2015 au Caire, elle est médaillée d'or en épée par équipes et en fleuret par équipes ; elle obtient la même année la médaille de bronze en épée par équipes aux Jeux africains de Brazzaville.
Aux championnats d'Afrique 2016 à Alger, elle est médaillée d'argent en épée par équipes et médaillée de bronze en épée individuelle. Elle remporte le concours d'épée par équipes et termine troisième du concours individuel d'épée aux championnats d'Afrique 2017 au Caire. Elle est vice-championne d'Afrique d'épée par équipes en 2018 à Tunis.